# ناتانیل وست
ناتانیل وست (انگلیسی: Nathanael West؛ ۱۷ اکتبر ۱۹۰۳ – ۲۲ دسامبر ۱۹۴۰) یک نویسنده و رمان‌نویس اهل ایالات متحده آمریکا بود.

## کتابشناسی
- دل‌شکسته
- روز ملخ
- یک میلیون جرینگی[۱]